# Andy Gorostiaga
Andrés Gorostiaga Cáceres (Berazategui, Buenos Aires; 1 de junio de 1989) es un actor de cine y televisión argentino. Gracias a su papel de Mirko en la serie Broder (2019), ganó el premio como Mejor Actor en el Rio Web Fest, el año 2020.

## Filmografía

### Películas
| Año  | Título          | Papel                | Notas |
| ---- | --------------- | -------------------- | ----- |
| 2019 | Río             | Sebas                |       |
| 2022 | Objetos         | Tom                  |       |
| 2022 | Tres hermanos   | El hermano del medio |       |
| 2022 | Natalia Natalia | Patovica 2           |       |

### Televisión
| Año  | Título        | Papel   | Notas                   |
| ---- | ------------- | ------- | ----------------------- |
| 2016 | Estocolmo     | Alumno  | Episodio: «Sin retorno» |
| 2017 | Las Estrellas | DJ      |                         |
| 2018 | El marginal   | Sarandí |                         |
| 2019 | Broder        | Mirko   |                         |